# Kastenwerder
Kastenwerder ist eine etwa 445 Quadratmeter große, unbewohnte Insel im Breitling zwischen dem mecklenburgischen Festland und der Insel Poel. Sie gehört zur Gemeinde Insel Poel.
Die flache, ovale Boddeninsel ist ungefähr 30 Meter lang und bis zu 18 Meter breit. Sie liegt 120 Meter von Poel entfernt.
Bis Mitte der 1970er-Jahre wurde Kastenwerder als Weide genutzt, seither ist sie ein Brutvogelhabitat. Auf der Insel wächst ein homogen ausgebildeter Strand-Aster-Schilfröhricht mit Vorkommen von Gewöhnlicher Strandsimse (Bolboschoenus maritimus), Rohr-Schwingel (Festuca arundinacea) und Flügelsamiger Schuppenmiere (Spergularia media) sowie den auf der Roten Liste von Mecklenburg-Vorpommern stehenden Arten Salzwiesen-Rot-Schwingel (Festuca salina), Strand-Aster (Aster tripolium) und Strand-Beifuß (Artemisia maritima).
Kastenwerder ist Teil des FFH-Gebiets „Wismarbucht“ sowie des Europäischen Vogelschutzgebiets „Wismarbucht und Salzhaff“.

## Nachweise
1. ↑  Biotopbogen zur Insel (PDF-Datei; 20 kB)
2. ↑  Kartenportal Umwelt Mecklenburg-Vorpommern